# 挽救计划
《極限返航》（英語：Project Hail Mary）是安迪·威爾於2021年創作的科幻小說。這是他繼2011年的《火星任務》和2017年的《月球城市》之後的第三部小說。小說背景設定在不遠的未來，以中學教師出身的太空人賴蘭·葛雷士為主角，他從失憶性的昏迷中醒來，隨故事開展，逐漸回想起自己被派往距地球12光年的天倉五星系，要尋找方法逆轉即帶來人類滅絕的全球黯化。 
雷·波特为本书制作了官方有声書。美高梅公司已經購得電影化的版權，劇本將由德鲁·戈達德（安迪作品《火星任務》電影版編劇）執筆，主角將由演員賴恩·高斯寧飾演。 

## 劇情
该故事主要发生于飞船“圣母号”（Hail Mary）之上，其间穿插回忆片段。以下摘要按时间顺序呈现。
在近未来，科学家们观测到一场全球性变暗事件，该事件与一条从太阳延伸至金星的明亮光带同时出现。变暗以指数级速度进行，预示着30年内将导致灾难性的冰河时期。世界各国政府协调合作，任命前欧洲空间局局长埃娃·施特拉特（Eva Stratt）拥有不受限制的权力及法律豁免权，以解决该问题。发射了一个探测器前往金星，发现该光带包含外星微生物。
施特拉特任命雷兰·格雷斯（Ryland Grace），一名初中教师及前分子生物学家，研究从金星回收的有机体样本。他发现这种单细胞有机体消耗电磁辐射并利用辐射能移动，将其命名为“光噬菌”（Astrophage）。格雷斯还发现光噬菌通过吸收太阳热量及金星大气中的二氧化碳繁殖。其他科学家发现光噬菌可被大规模培养用作火箭燃料。
天文数据揭示，光噬菌已感染并使附近的恒星变暗，但某颗恒星，鲸鱼座τ星（Tau Ceti），抵抗住了感染。一艘以光噬菌为燃料的星际飞船“圣母号”被建造，前往鲸鱼座τ星并获取有关光噬菌抵抗性的信息。仅有时间繁殖足够的光噬菌供单程旅行，船员们被指派利用无人微型飞船，称为“甲壳虫”（beetles），将研究成果带回地球。格雷斯训练了任务的科学专家，但他们在发射前不久遭遇事故身亡。由于没有时间训练技能相当的替代人员，施特拉特强迫格雷斯加入该任务。格雷斯威胁进行破坏，故在发射前对他注射了镇静剂，并在他醒来前不久设置注射临时失忆药物。
多年后，雷兰·格雷斯从“圣母号”飞船上的昏迷中醒来，没有关于其身份或处境的记忆。格雷斯发现他的船员已经死亡，并为他们进行了太空葬礼。“圣母号”抵达鲸鱼座τ星后，一艘外星飞船靠近，格雷斯将其命名为“信号A”（Blip-A）。该飞船表明其母星系（波江座40 Eridani）也受到光噬菌感染的困扰。“信号A”与“圣母号”对接，两艘飞船建立了第一次接触。格雷斯开发了一套与该蜘蛛状、五条腿外星人沟通的系统，格雷斯将其命名为“洛奇”（Rocky）。洛奇是一名熟练的工程师，已在鲸鱼座τ星系停留了46年，是其船员中最后的幸存者。
来自波江座40星系的埃里德人（Eridians）不熟悉相对论概念，大大高估了往返鲸鱼座τ星所需的燃料量，格雷斯得知“信号A”拥有足够的燃料供两艘飞船返回各自的行星。格雷斯和洛奇在鲸鱼座τ星附近发现了光噬菌的母星，洛奇以其伴侣的名字命名，格雷斯命名为“亚得里亚”（Adrian）。发现该行星的大气层含有一种光噬菌的天然天敌。这种天敌被发现生活在亚得里亚的高层大气中，迫使格雷斯和洛奇建造了一根由“氙石”（xenonite）制成的10公里长链，氙石是一种埃里德星人化合物，具有非凡的拉伸强度和耐热性。在收集样本时，发生了一次船体破裂，格雷斯和洛奇冒着生命危险互相营救。从样本中，发现光噬菌天敌是一种微生物，格雷斯将其命名为“陶莫巴虫”（Taumoeba）。
格雷斯和洛奇利用选择性育种培育出可以在他们各自母星系中生存的陶莫巴虫。洛奇为“圣母号”加注燃料，随后他们分道扬镳。途中，格雷斯发现他不小心将逃逸能力繁殖到了陶莫巴虫体内，这使得它们可以逃离其氙石容器。尽管格雷斯在“圣母号”上解决了这个问题，他意识到“信号A”几乎完全由与容器相同的材料制成，这意味着陶莫巴虫会消耗掉“信号A”的光噬菌燃料，导致洛奇被困。
由于食物供应有限，格雷斯被迫在返回地球（但使埃里德星人面临灭绝）和拯救埃里德星人并在对人类有毒的埃里德星（Erid）上饿死之间做出选择。格雷斯选择将“甲壳虫”送回地球，携带陶莫巴虫培养样本和拯救太阳的指示。他随后找到了“信号A”并在他们离开三个月后与洛奇重聚。洛奇对此感到非常高兴，并指出格雷斯可以通过食用陶莫巴虫获得生存机会的可能性。
16年后，格雷斯生活在埃里德星上，该星球是埃里德人的母星，现已摆脱了光噬菌感染。利用人类知识的数字档案，埃里德星人建立了一个系统，使格雷斯得以在埃里德星上生存，他已成为埃里德年轻人的教师。洛奇告知格雷斯，太阳周围的光噬菌感染已经消退，这意味着格雷斯的任务获得了成功。得知人类在地球上幸存下来，格雷斯考虑返回他的母星。

## 書名解釋
書名中的 Hail Mary 一詞來自天主教的聖母經，拉丁語為 Ave Maria，中文譯作「萬福瑪利亞」。

## 人物
- 賴蘭·葛雷士 （Ryland Grace）——小說主角，曾經以分子生物學家為業，失意於學術界後改任初中科學教師，因獲伊娃·斯特拉達招募重操故業，負責研究噬星生物 (Astrophage)。
- 伊娃·斯特拉特（Eva Stratt）——一名為聯合國工作荷蘭藉行政人員，被推任為「萬福聖母計劃」的主管，獲得所以聯合國成員授予絕對權力，肩負阻止噬星生物的巨大責任。
- 阿石 （Rocky）—— 來自波江座40星系的外星人，其家鄉同樣受噬星生物威脅。阿石的船最终遇到地球的萬福聖母號，與葛雷士共同進退。
- 姚立杰——萬福聖母號的正選組原指揮官，嚴肅而勇敢，在前往天倉五的途中死亡。
- 奧西伊·伊露希娜 (Olesya Ilyukhina) ——萬福聖母號的正選組原工程師，粗野而風趣。她在前往天倉五的途中死去。
- 洛根博士 （Dr. Lokken） —— 一位挪威科學家，他協助設計萬福聖母號，在計劃進行中與葛雷士有一些爭議。
- 迪米特里·科莫羅夫（Dimitri Komorov） —— 一位俄羅斯科學家，設計了萬福聖母號依賴的噬星生物推進系統。
- 史蒂夫·克署 （Steve Hatch）——卑詩大學的研究員。他開發了甲殼蟲樂隊小型飛船，健談而樂觀。
- 馬丁·杜波依斯（Martin DuBois）——美國科學家，萬福聖母號正選組原科學顧問，誠實而合群。
- 安妮·夏皮羅博士 （Dr. Annie Shapiro）——萬福聖母號後備組原科學顧問。
- 羅拔·列都（Robert Redell）——紐西蘭太陽能專家，在一次有七名技術人員死亡的發電系統測試事故中，因貪污和疏忽而被捕，他設計了一種快速繁殖噬星生物的方法。
- 弗朗索瓦·勒克萊爾（François Leclerc）——一位法國氣候學家，他提出用核武器將釋放所有南極冰層中的甲烷到大氣層，用溫室效應減緩全球變冷的速度，為人類和地球爭取更多生存時間，等待萬福聖母計劃的成果。

## 出版
《挽救计划》由Ballantine Books 於2021年5月4日發行。該書有精裝書、電子書和有聲讀物格式。該有聲讀物由雷·波特(Ray Porter) 旁白，每當“阿石”說話時，都會在背景中使用旋律音效。

## 評價
《挽救计划》項目獲得了普遍正面的評價。科幻小說作家亞歷克·內瓦拉-李為《紐約時報》撰文，寫道“對於能夠原諒其缺點的讀者來說，結果是一次引人入勝的太空漫遊。”《柯克斯評論》給出了寫了一篇加星標的評論，將其描述為“一個關於生存和友誼的力量的令人難忘的故事——簡直就是科幻小說的傑作。”
美國科幻和奇幻作家協會 (SFWA) 主席兼科幻作家瑪麗·羅賓內特·科瓦爾(Mary Robinette Kowal) 在為《華盛頓郵報》撰寫評論時提到，這本書有很多值得喜愛的地方，例如葛雷士對科學富有感染力的熱情。使用檢查表(Checklist)，這在航空、航天和醫學領域對於減少人為錯誤非常重要，葛雷士似乎忽視了這些錯誤，並且本可以防止他造成許多判斷錯誤。

## 獎項
- 2021龍獎（英语：Dragon_Awards）最佳科幻小說[7]
- 2021年 Goodreads 選擇獎最佳科幻小說[8]
- 2022年科幻小說觀眾獎[9]
- 2022年奧迪獎年度有聲讀物[9]
- 2022年星雲獎最佳長篇翻譯作品[10]

## 改編電影
2020年初，威爾以300萬美元的價格將這部書的電影改編權售賣給美高梅公司 。演員賴恩·高斯寧打算出任製片同時演出主角賴蘭·葛雷士。電影將由制作搭檔菲力·羅德與基斯杜化·米勒執導。劇本將由德鲁·戈達德執筆，高凱麟會擔任製作人，戈達德曾將威爾的處女作《火星任務》改編成電影，並於七月簽約撰寫劇本 。2023年5月，據透露該電影將於 2024 年初在英國開始製作。